# Arlequin (Cézanne)
Pour les articles homonymes, voir Arlequin (homonymie).

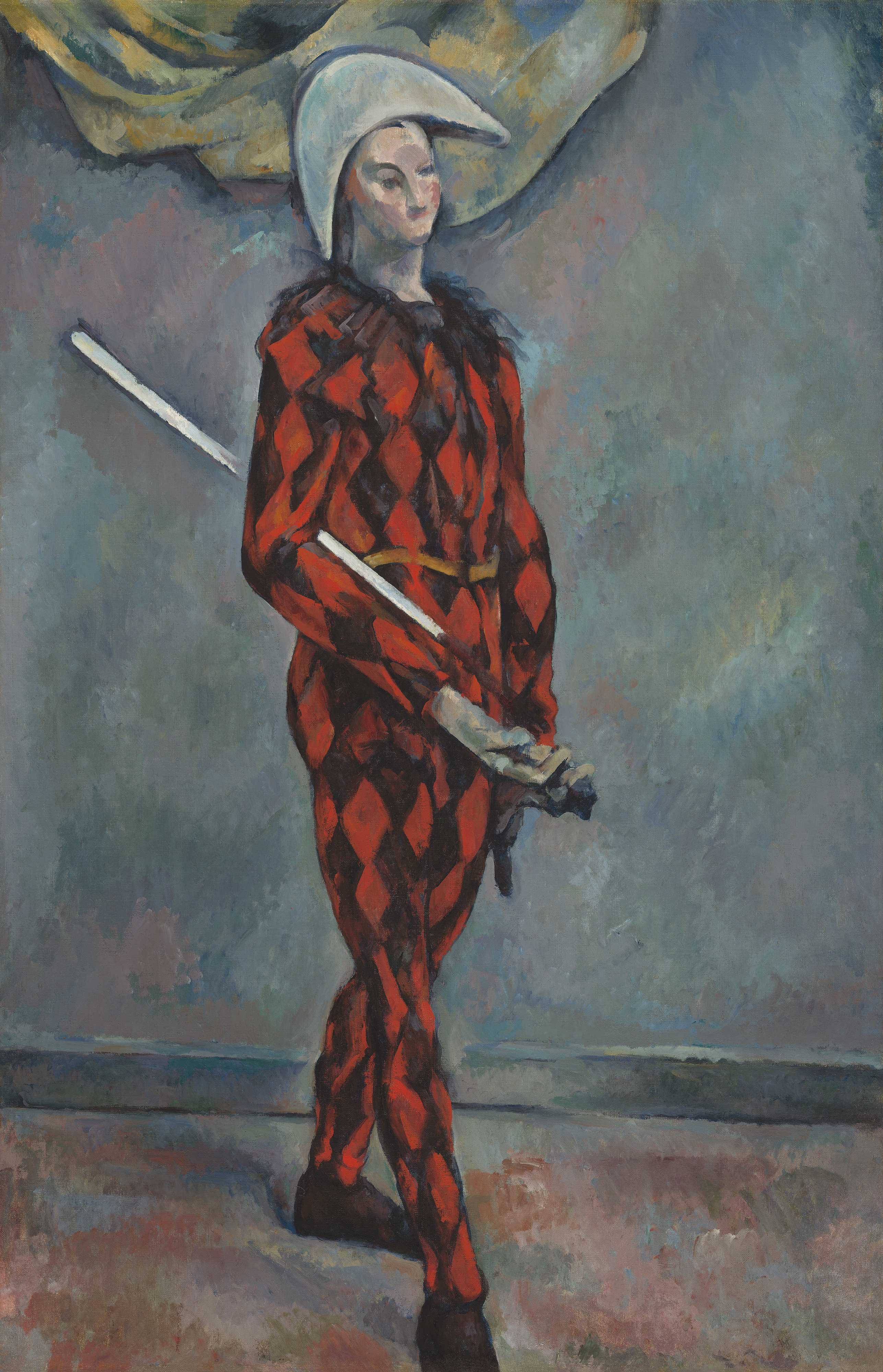
Arlequin (1888)

Arlequin est une huile sur toile du peintre français Paul Cézanne conservée à la National Gallery of Art de Washington. Elle date de 1888 et mesure 101 × 65 cm. Cette toile fait écho au Mardi Gras que l'artiste a composé en 1888, œuvre conservée au musée des beaux-arts Pouchkine de Moscou qui représente Pierrot et Arlequin. La toile de Washington représente seulement Arlequin, personnage de la Commedia dell'arte, et ici encore c'est son fils Paul qui a posé.
Cette toile faisait partie de la collection de Mr and Mrs Paul Mellon. Arlequin a été copié au crayon par Juan Gris en 1916, dessin conservé également à la National Gallery of Art.